# Holomelia anomala
Holomelia anomala är en skalbaggsart som beskrevs av Gilbert John Arrow 1944. Holomelia anomala ingår i släktet Holomelia och familjen Melolonthidae. Inga underarter finns listade i Catalogue of Life.